# Pomnik ofiar I wojny światowej we Wrocławiu
Pomnik ofiar I wojny światowej we Wrocławiu, także: Pomnik poległych uczniów i nauczycieli gimnazjum św. Macieja – zrekonstruowany pomnik, znajdujący się na dziedzińcu Ossolineum we Wrocławiu.
Pomnik projektu rzeźbiarza Theodora von Gosena ku czci poległych podczas I wojny światowej uczniów i nauczycieli gimnazjum św. Macieja odsłonięto 6 listopada 1922 r. Pomnik w formie czworokątnego obelisku rozszerzającego się ku górze, zwieńczony jest figurą Chrystusa Zmartwychwstałego z brązu. Na obelisku z piaskowca wyryto 183 nazwiska – niemieckie, polskie i żydowskie oraz dedykację w języku niemieckim (w tłum.): „Gimnazjum św. Macieja swoim synom poległym w wojnie światowej”. Pod krzyżem i gwiazdą Dawida znajduje się napis: „Chcemy wolni ojczyznę ujrzeć na własne oczy, albo wolni do naszych braci na górze dołączyć” (cytat z romantycznego poematu Theodora Körnera). Na dole obelisku jest tablica metalowa w jęz. polskim i niemieckim z krótkim opisem historii pomnika.
Pomnik zaginął po 1945 r. W 2003 r. podczas remontu Ossolineum odkopano na dziedzińcu obelisk, a w składziku kościoła św. Macieja odnaleziono zwieńczenie pomnika – figurę Chrystusa o wadze ok. 40 kg i 90 cm wysokości. Inicjatorem rekonstrukcji był dyrektor Ossolineum Adolf Juzwenko. Zrekonstruowany pomnik odsłonięto 18 listopada 2007 r. W uroczystości brali udział m.in. abp Marian Gołębiewski i historyk Norman Davies.